# Cheregech
Pour la station de ski, voir Cheregech (station de ski).
Cheregech (en russe : Шерегеш, en chor : Шерегеш), ou plus communément Gech ou encore Cher' dans la forme locale abrégée, est une commune urbaine russe de montagne située dans le raïon de Tachtagaol, dans l'oblast de Kemerovo-Kouzbass. Fondée en 1914 par l'industrie minière, elle connaît un nouvel essor depuis les années 1980 avec sa station de ski, parmi les plus réputées de Russie, en plein cœur de la Sibérie.
La commune de Cheregech se situe en Chorie montagneuse, dans une dépression entourées de sommets culminants jusqu'à 1570 mètres. La localité est reliée à la région par la route, par un train express jusqu'à Novokouznetsk et par un aérodrome à Tachtagol. Elle est peuplée de 9619 habitants en 2022, avec une population stagnante depuis les années 1990.

## Géographie

### Situation
Cheregech est une localité se situant en Russie, dans l'oblast de Kemerovo-Kouzbass. Cet oblast se trouve en Sibérie, en son centre sud. Au sein de l'oblast, elle se trouve dans le raïon de Tachtagol, le raïon le plus au sud de la région. Cheregech se situe par contre dans le centre nord du raïon, à 20 kilomètres au nord-est de Tachtagol, son chef-lieu. Cheregech est distant de près de 300 kilomètres au sud de Kemerovo, à 400 kilomètres au sud-est de Novossibirsk et à 3200 kilomètres à l'est de Moscou.
Cheregech se situe au sein d'une dépression inetrmontagneuse, et est dominée par plusieurs sommets dont le Moustag, la Montagne Verte, le Kourgan et l'Outouïa, au sein de la Chorie montagneuse, près de l'Alataou de Kouznetsk. Le plus haut est le Moustag, avec ses 1570 mètres d'altitude. Le village se situe lui vers 630 mètres, mais varie selon les quartiers. Cheregech est entouré de la taïga, typique de la Sibérie.

### Climat
Le climat de Cheregech est continental humide, de type Dfb selon la classification de Köppen. Les précipitations sont supérieures à 1100 millimètres par an, et la température moyenne est de seulement 1,5°C. Février est le mois le plus sec, juillet le plus pluvieux. En janvier, les températures sont les plus froides, et en juillet les plus chauds. L'ensoleillement à Cheregech est de 2693,01 heures par an, soit une moyenne de 88,44 heures par mois. En juin, il y a 350,41 heures d'ensoleillement (11,68 heures/jour) contre 107,08 heures en janvier (3,45 heures/jour).
| Mois                                | jan.  | fév.  | mars  | avril | mai  | juin | jui. | août | sep. | oct. | nov.  | déc.  | année |
| ----------------------------------- | ----- | ----- | ----- | ----- | ---- | ---- | ---- | ---- | ---- | ---- | ----- | ----- | ----- |
| Température minimale moyenne (°C)   | −22,2 | −19,2 | −11,7 | −4,8  | 2    | 9,8  | 11,8 | 9,3  | 3,3  | −3,7 | −13,4 | −19,5 | −6,62 |
| Température moyenne (°C)            | −18,2 | −14,1 | −6,1  | 1,1   | 8,1  | 15,2 | 16,7 | 14,8 | 8,7  | 0,5  | −8,8  | −15,6 | 1,54  |
| Température maximale moyenne (°C)   | −14,3 | −9,2  | −0,9  | 6,3   | 13,5 | 20,2 | 21,3 | 19,7 | 13,7 | 4,9  | −4,7  | −12   | 6,55  |
| Précipitations (mm)                 | 49    | 42    | 57    | 85    | 119  | 123  | 131  | 131  | 105  | 103  | 101   | 79    | 1 135 |
| Nombre de jours avec précipitations | 8     | 7     | 8     | 10    | 11   | 12   | 13   | 12   | 11   | 11   | 12    | 11    | 116   |
| Humidité relative (%)               | 76    | 73    | 70    | 68    | 67   | 72   | 77   | 75   | 71   | 75   | 81    | 79    | 72    |

| Diagramme climatique                                  |             |             |           |          |            |             |            |            |            |              |            |
| J                                                     | F           | M           | A         | M        | J          | J           | A          | S          | O          | N            | D          |
| −14,3−22,249                                          | −9,2−19,242 | −0,9−11,757 | 6,3−4,885 | 13,52119 | 20,29,8123 | 21,311,8131 | 19,79,3131 | 13,73,3105 | 4,9−3,7103 | −4,7−13,4101 | −12−19,579 |
| Moyennes : • Temp. maxi et mini °C • Précipitation mm |             |             |           |          |            |             |            |            |            |              |            |

## Histoire
L'histoire commence en 1912 quand les frères Cheregech ont découvert un gisement de minerai de fer sur le site de la localité moderne.
En 1931, l'exploration et le développement de la mine a commencé. Les travaux de constructions de la mine ont terminé en 1949. Un petit village minier est alors apparu, nommé en l'honneur des deux frères qui ont trouvé le gisement. Le village reçu le statut de commune urbaine en 1956, et sa mine devint l'un des principaux fournisseurs des usines métallurgiques de Novokouznetsk. La commune fut construite avec de nombreuses khrouchtchevka, toujours existantes.

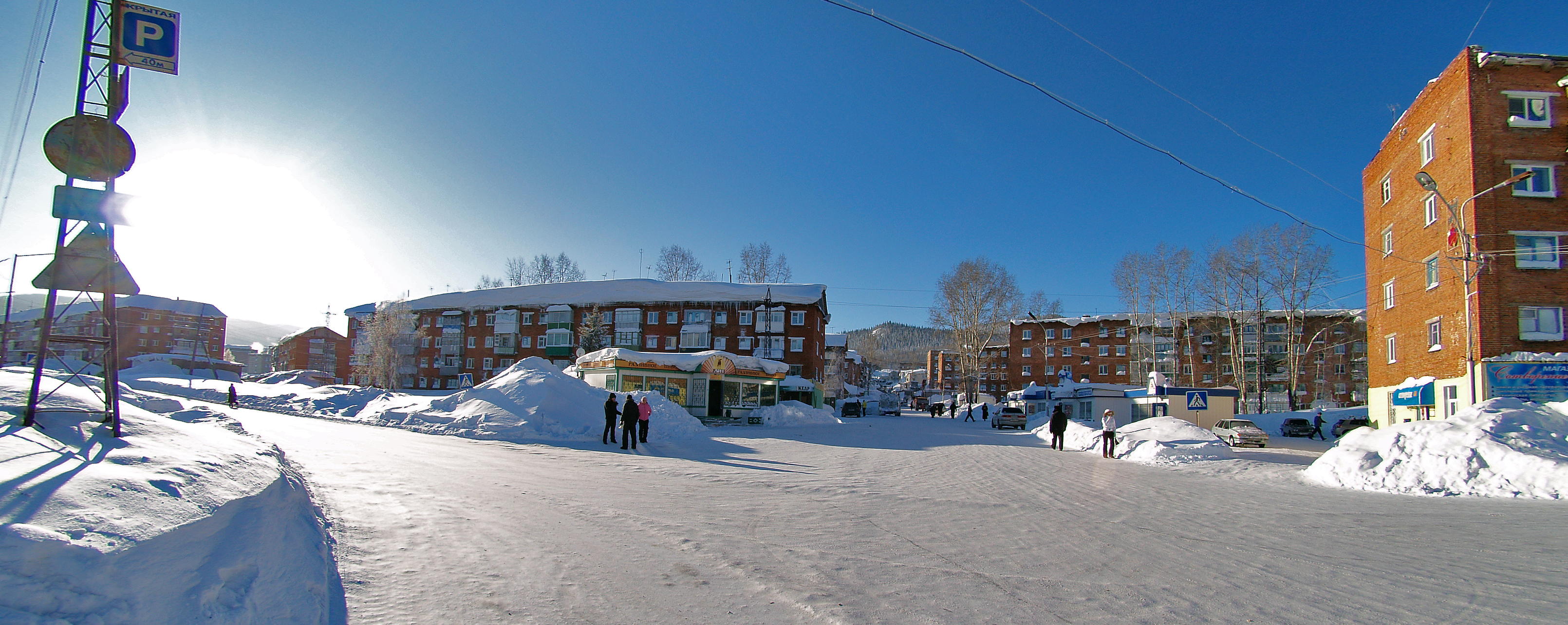
Centre-ville de Cheregech.

En 1980 commença la construction de la station de ski, qui fut ouverte l'année suivante pour la Spartakiade des peuples de la RSFSR qui se tint en mars 1981.
En 1993, un complexe hôtelier a été construit, marquant le début du développement de la station, qui continue toujours.

## Démographie
Recensements et estimations de la population ,
| 1959* | 1970* | 1979* | 1989* | 2002*  | 2010*  | 2012   | 2013   |
| ----- | ----- | ----- | ----- | ------ | ------ | ------ | ------ |
| 5 624 | 8 221 | 8 556 | 9 553 | 10 371 | 10 173 | 10 248 | 10 252 |

| 2014   | 2015   | 2016   | 2017   | 2018   | 2019  | 2020  | 2021* |
| ------ | ------ | ------ | ------ | ------ | ----- | ----- | ----- |
| 10 168 | 10 090 | 10 101 | 10 109 | 10 004 | 9 932 | 9 836 | 9 911 |

| 2022  | - | - | - | - | - | - | - |
| ----- | - | - | - | - | - | - | - |
| 9 619 | - | - | - | - | - | - | - |

## Économie

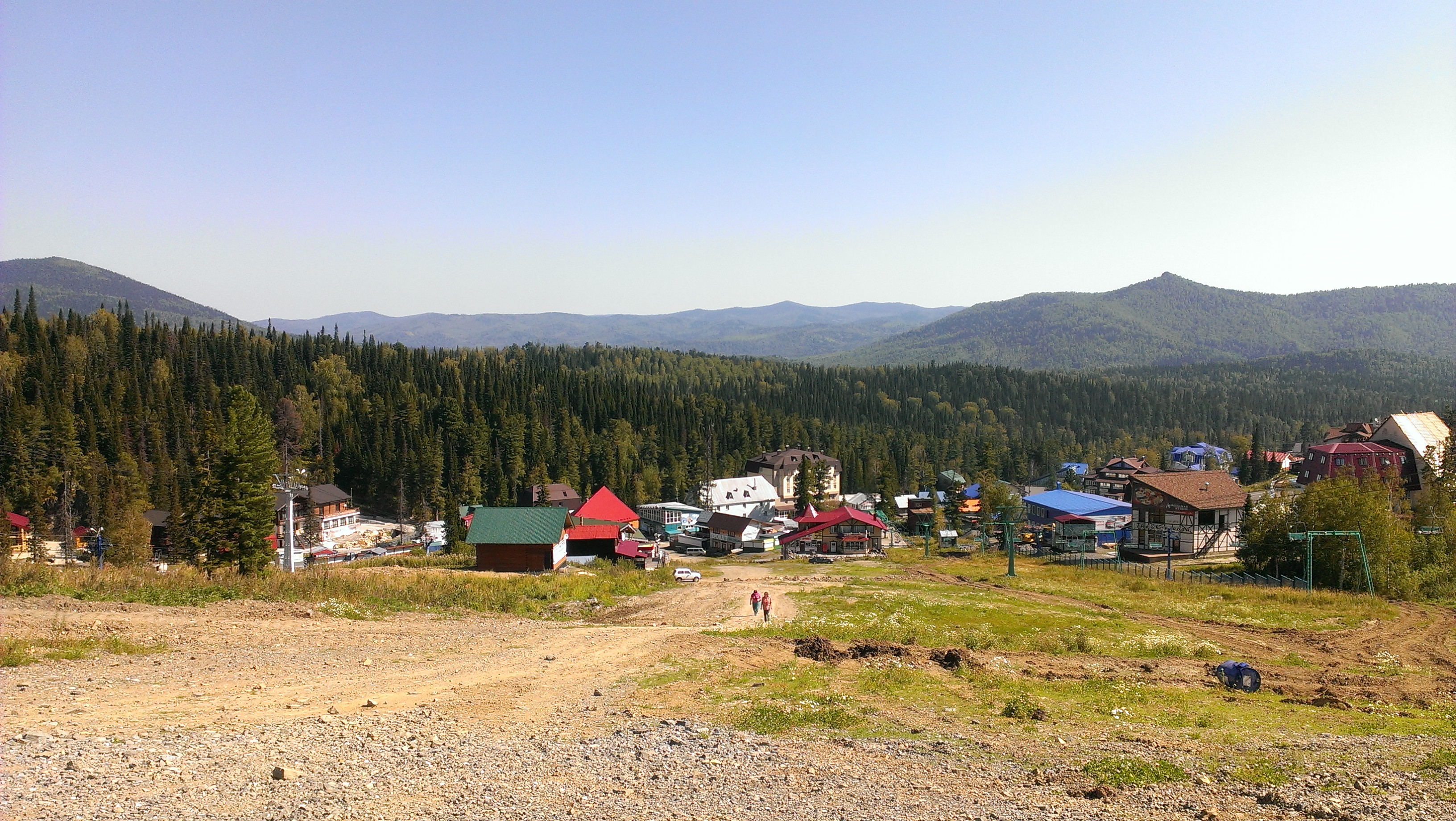
Cheregech en été.

### Industrie minière
La mine de Cheregech (en), situé dans le bassin houiller du Kouzbass, possède l'une des plus grandes réserves de minerai de fer en Russie et dans le monde avec des réserves estimées à 184,7 millions de tonnes de minerai titrant 35,8% de fer.

### Transport
Cheregech est relié par le train pendant la saison touristique à Novokouznetsk depuis 2018, avec le train « Cheregech-Express ». Cheregech ne disposant pas de gare, le train termine à Tchougounach, puis un bus finit les 45 dernières minutes de trajet jusqu'à Cheregech. Un train part le matin de Novokouznetsk à 7h03, arrive à Tchougounach à 10h15, et l'autobus arrive à Cheregech à 10h55. Dans l'autre sens, l'autobus part de Cheregech à 16h45, arrive à Tchougounach à 17h36, et termine à Novokouznetsk à 21h.
Des autocars régionaux vont de Cheregech vers Tachtagol, Kemerovo, Novossibirsk et d'autres lieux depuis la gare routière. Au sein de la ville, un réseau d'autobus urbains assure le transport collectif.

### Ski

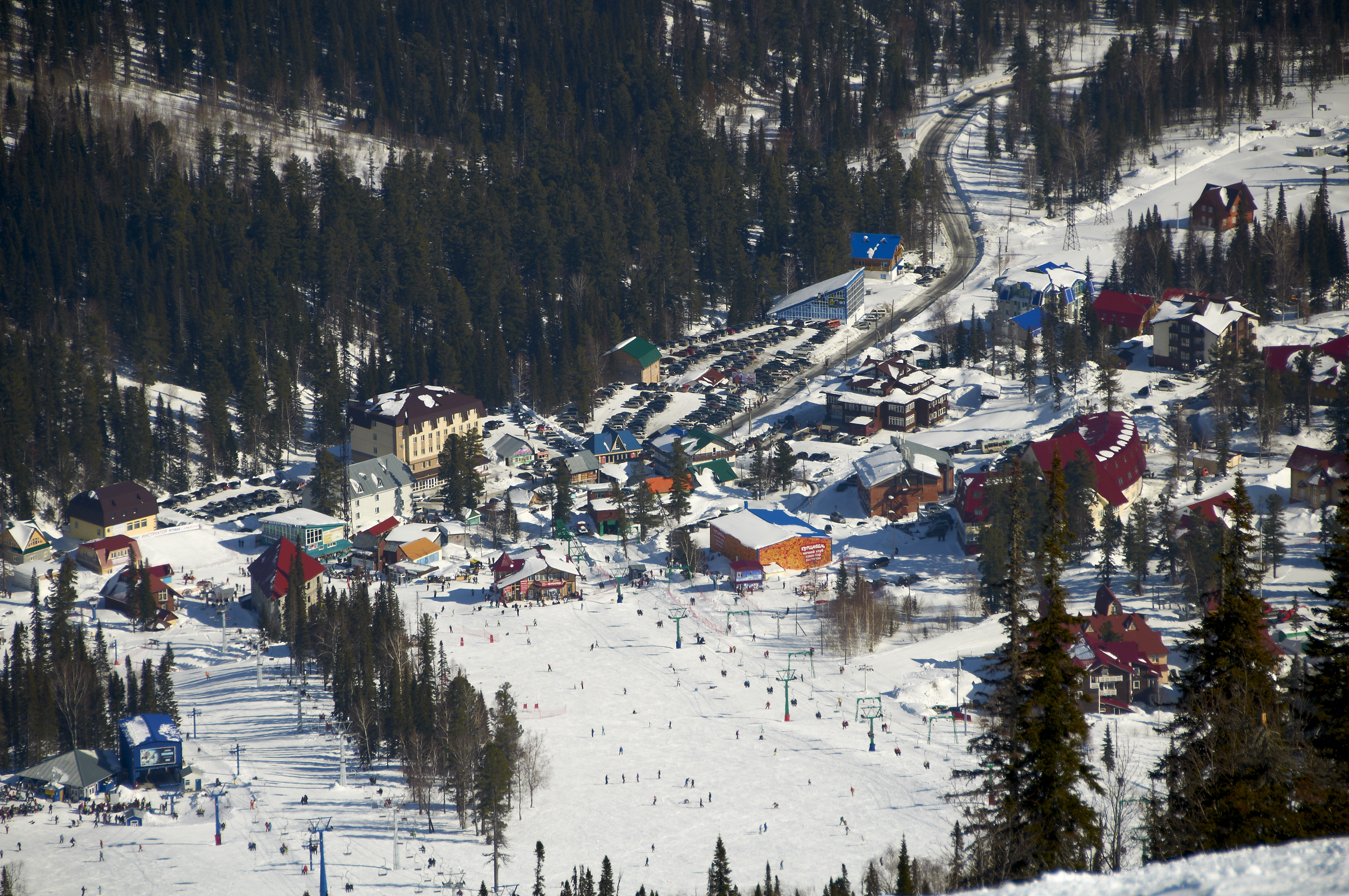
Station de ski de Cheregech.

### Lieux d'intérêts
- 1. Église Sainte-Sophie.
- 2. Complexe skiable.
- 3. Maison de la Culture.
- 4. Mémorial de la Grande Guerre patriotique.
- 5. Croix de Poklonny.
- 6. Monument à Guennady Tchelbogachev.
- 7. Complexe culturel « Cheregech »[1].